# Sancy (Meurthe y Mosela)
 Sancy  es una comuna y población de Francia, en la región de Lorena, departamento de Meurthe y Mosela, en el distrito de Briey y cantón de Audun-le-Roman.
Su población en el censo de 1999 era de 327 habitantes.
Está integrada en la Communauté de communes du Pays Audunois .

## Demografía
| 446 | 390 | 315 | 353 | 327 | 327 |
| Para los censos de 1962 a 1999 la población legal corresponde a la población sin duplicidades (Fuente: INSEE [Consultar]) |     |     |     |     |     |